# نصر رمضان
نصر رمضان لاعب كرة قدم مصري ، من ناشئي منتخب الدقهلية ونادي نجوم المستقبل ، ويلعب حاليًا لنادي مصر للمقاصة في مركز خط الوسط الدفاعي. انضم لنادي سموحة في موسم 2016–2017 قادمًا من نادي نجوم المستقبل بعقد مدته 5 مواسم ، وقد لفت الأنظار بدوري الدرجة الأولى وكان محط اهتمام عدة أندية في الدوري الممتاز لكن نجحت إدارة سموحة في إتمام الصفقة.

وفي 5 سبتمبر 2017 انتقل إلى نادي الرجاء معارًا لمدة موسم واحد ، حيث أنه لم يشارك مع فريق سموحة باستمرار.

## إحصائيات مشاركاته
آخر تحديث في 13 يوليو 2018

### مع الأندية
| الفريق        | الموسم    | الدوري  | الدوري | الكأس   | الكأس | البطولات القارية | البطولات القارية | الإجمالي | الإجمالي |
| الفريق        | الموسم    | مشاركات | أهداف  | مشاركات | أهداف | مشاركات          | أهداف            | مشاركات  | أهداف    |
| ------------- | --------- | ------- | ------ | ------- | ----- | ---------------- | ---------------- | -------- | -------- |
| نجوم المستقبل | 2014–2015 |         |        | 1       | 0     | —                | —                |          |          |
| نجوم المستقبل | 2015–2016 |         |        |         |       | —                | —                |          |          |
| نجوم المستقبل | الإجمالي  |         |        | 1       | 0     | —                | —                |          |          |
| سموحة         | 2016–2017 | 5       | 0      | 1       | 0     | 2                | 0                | 8        | 0        |
| سموحة         | الإجمالي  | 5       | 0      | 1       | 0     | 2                | 0                | 8        | 0        |
| الرجاء        | 2017–2018 | 19      | 1      | 0       | 0     | —                | —                | 19       | 1        |
| الرجاء        | الإجمالي  | 19      | 1      | 0       | 0     | —                | —                | 19       | 1        |